# Zelea

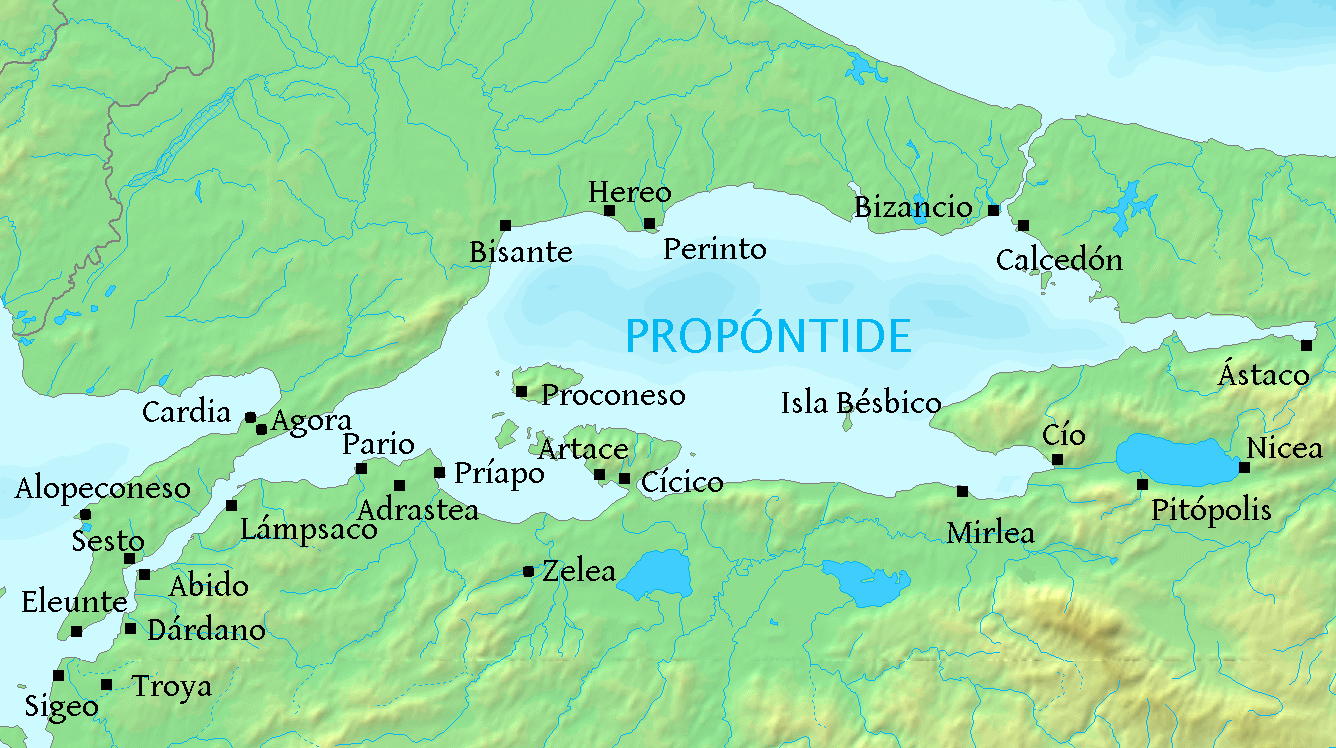
Mapa amb algunes de les principals colònies gregues de la Propòntida (topònims en castellà). Zelea es situava al sud de Cícico.

Zelea (en grec, Ζέλεια) era una antiga ciutat de la Tròada, situada prop de Cízic, que és esmentada per Homer al catàleg dels troians de la Ilíada on se la situa al peu de la mont Ida, es diu que era banyada pel riu Esep, que desemboca a la Propòntida, i que formava part dels territoris governats per Pàndar. Els seus habitants es deien zeleites.

## Altres referències clàssiques
Segons un fragment de Palèfat, a Zelea hi vivien els alazons, que anteriorment havien viscut a Àlope.
Zelea va ser perdonada per Alexandre el Gran, ja que en la batalla del Grànic contra els perses, l'any 334 aC, la ciutat havia intervingut forçosament a favor d'aquests últims.
En temps d'Estrabó, pertanyia a Cízic. El geògraf diu que es trobava a 190 estadis de l'esmentada ciutat i a vuitanta del mar.
Es localitza a l'actual ciutat turca de Sariköy.

## Influència literària
La referència als teucres de Zelea, i al riu Esep, en el catàleg dels troians de la Ilíada, està citada, de forma descontextualitzada, en el conte El Inmortal, de l'escriptor argentí Jorge Luis Borges, que constitueix, entre altres coses, un enigmàtic homenatge a Homer. En el referit relat, el narrador repeteix obsessivament, en ple deliri: "Los ricos teucros de Zelea, que beben el agua negra del Esepo".